# Langenthal, Bad Kreuznach
Langenthal là một đô thị thuộc huyện Bad Kreuznach trong bang Rheinland-Pfalz, phía tây nước Đức. Đô thị Langenthal, Bad Kreuznach có diện tích 2,71 km², dân số thời điểm ngày 31 tháng 12 năm 2006 là 105 người.